# Lemat Riesza
Lemat Riesza – twierdzenie analizy funkcjonalnej mówiące, że jeżeli {\displaystyle Y} jest właściwą, domkniętą podprzestrzenią liniową przestrzeni unormowanej {\displaystyle X} to dla każdego {\displaystyle 0<\alpha <1} istnieje taki element {\displaystyle x\in X,} że
{\displaystyle \|x\|=1}
oraz
{\displaystyle \|x-y\|\geqslant \alpha }
dla wszelkich {\displaystyle y\in Y.} Innymi słowy
{\displaystyle d(x,Y)\geqslant \alpha ,}
gdzie {\displaystyle d(x,Y)} oznacza odległość punktu {\displaystyle x} od podprzestrzeni {\displaystyle Y.}
Twierdzenie udowodnione po raz pierwszy w 1918 przez Frigyesa Riesza w przypadku przestrzeni Hilberta. Udowodniono również wersję lematu Riesza dla przestrzeni nad ciałami z nietrywialnymi waluacjami rzędu 1.

## Dowody
- Ponieważ {\displaystyle Y} jest domkniętą, właściwą podprzestrzenią przestrzeni {\displaystyle X,} z twierdzenia Hahna-Banacha wynika, że jest ona zawarta w jądrze funkcjonału liniowego {\displaystyle f} o normie 1 na przestrzeni {\displaystyle X,} tj. {\displaystyle f(y)=0} dla wszelkich {\displaystyle y\in Y.} Niech {\displaystyle x\in X} będzie takim elementem o normie 1, że {\displaystyle f(x)\geqslant \alpha .} Wówczas

{\displaystyle \|x-y\|\geqslant |f(x)-f(y)|=|f(x)-0|=|f(x)|\geqslant \alpha \quad (y\in Y),}
co kończy dowód.
- Niech {\displaystyle v\in X\setminus Y} oraz niech

{\displaystyle a=d(v,Y)=\inf _{y\in Y}\|v-y\|.}
Ponieważ podprzestrzeń {\displaystyle Y} jest domknięta, {\displaystyle a>0.} Z definicji infimum wynika istnienie takiego elementu {\displaystyle y_{0}\in Y,} że
{\displaystyle a<\|v-y_{0}\|<{\frac {a}{\alpha }}.}
Niech {\displaystyle x=c(v-y_{0}),} gdzie
{\displaystyle c={\frac {1}{\|v-y_{0}\|}}.}
Wówczas {\displaystyle x} ma normę 1. Ponadto, dla każdego {\displaystyle y\in Y}
{\displaystyle \|x-y\|=\|c(v-y_{0})-y\|=c\|v-(y_{0}+{\tfrac {1}{c}}y)\|.}
W szczególności,
{\displaystyle y_{0}+{\tfrac {1}{c}}y\in Y,}
a zatem
{\displaystyle \|v-(y_{0}+{\tfrac {1}{c}}y)\|\geqslant a.}
Stąd,
{\displaystyle \|x-y\|=c\|v-(y_{0}+{\tfrac {1}{c}}y)\|\geqslant ca={\frac {a}{\|v-y_{0}\|}}\geqslant {\frac {a}{a/\alpha }}=\alpha ,}
co kończy dowód.

## Zastosowanie: niezwartość kuli jednostkowej nieskończenie wymiarowej przestrzeni unormowanej
Lemat Riesza używa się do dowodu następującej charakteryzacji skończenie wymiarowych przestrzeni unormowanych:
Przestrzeń unormowana jest skończenie wymiarowa wtedy i tylko wtedy, gdy jej kula jednostkowa jest zwarta.
Zwartość kul w przestrzeniach skończenie wymiarowych wynika z twierdzenia Heinego-Borela. Implikację przeciwną dowodzi się przez kontrapozycję, używając lematu Riesza.
Niech {\displaystyle X} będzie nieskończenie wymiarową przestrzenią unormowaną oraz niech {\displaystyle x_{1}\in X} będzie wektorem o normie 1. Z lematu Riesza zastosowanego do {\displaystyle Y_{1}=\operatorname {span} \{x_{1}\}} wynika istnienie takiego wektora jednostkowego {\displaystyle x_{2}\in X,} że {\displaystyle d(x_{2},Y_{1})\geqslant 1/2.} Niech {\displaystyle Y_{2}=\operatorname {span} \{x_{1},x_{2}\}.} Z lematu Riesza zastosowanego do {\displaystyle Y_{2}} wynika istnienie takiego wektora jednostkowego {\displaystyle x_{3}\in X,} że {\displaystyle d(x_{3},Y_{2})\geqslant 1/2.} Kontynuując ten proces rekurencyjnie, otrzymuje się ciąg wektorów jednostkowych {\displaystyle (x_{n})} w {\displaystyle X} o tej własności, że odległości pomiędzy różnymi wyrazami tego ciągu wynoszą co najmniej 1/2. Ciąg ten zatem nie ma podciągu zbieżnego, a więc kula jednostkowa przestrzeni {\displaystyle X} nie jest zwarta.
Wzmocnieniami udowodnionego wyżej wniosku z lematu Riesza są twierdzenie Kottmana i twierdzenie Eltona-Odella.